# Лушников, Михаил Орестович
Михаил Орестович Лушников (род. 14 ноября 1943, Москва) — советский и российский скульптор, Заслуженный художник России (2000).

## Биография
Родился 14 ноября 1943 года в Москве. В закончил МГАХИ им. В. И. Сурикова в 1971. С 1977 года член Союза художников СССР. Начиная с 1973 — участник Российских и международных художественных выставок. В 1996—1999 годах участвовал в воссоздании баральефов Храма Христа Спасителя в Москве в группе В. П. Мокроусова. В 2000 году присвоено звание заслуженного художника России. В 2003—2012 годах проводились персональные выставки в Москве и Брюсселе.
Произведения М. О. Лушникова находятся в ряде музеев России, в собраниях Союза художников, Министерства культуры России, а также в частных коллекциях в России и за рубежом.
Михаил Лушников работает в жанре станковой и монументальной скульптуры с различными материалами, в том числе бронзой, мрамором, деревом.

## Семья
- Отец — Лушников Орест Михайлович (1913—1987).
- Мать — Козлова Наталья Петровна (1918—1990).
- Прадед по отцовской линии — Смагин, Николай Васильевич (1850—1918), Городской голова Сарапула, купец1-й гильдии

## Награды и звания
Заслуженный художник России (2000).